# Phyllocolpa acutiserra
Phyllocolpa acutiserra är en stekelart som först beskrevs av Lindqvist 1949.  Phyllocolpa acutiserra ingår i släktet Phyllocolpa, och familjen bladsteklar. Arten är reproducerande i Sverige.